# 시적이고 종교적인 하모니
시적이고 종교적인 하모니(프랑스어: Harmonies poétiques et religieuses) S.173는 폴란드-우크라이나 시골 영지에서 프란츠 리스트가 36세때인 1847년경 쓴 피아노 곡이다. 그리고 1853년에 개정, 출판되었다.  이 작품은 프랑스 시인이며 정치가인 알퐁스 드 라마르틴의 시에서 영감을 받았다.

## 구조
이 작품은 10곡으로 구성되어 있는데 다음과 같다.
1. Invocation ('기도')
2. Ave Maria ('아베 마리아')
3. Bénédiction de Dieu dans la solitude ('고독 속의 신의 축복')
4. Pensée des morts ('죽은 자의 추억')
5. Pater Noster ('주의 기도' 1846년에 작곡된 합창곡의 필사본)
6. Hymne de l'enfant à son réveil ('잠에서 깬 아기의 찬가', 1846년에 작곡된 합창곡의 필사본)
7. Funérailles (1849년 10월) ('장송곡')
8. Miserere, d'après Palestrina ('미제레레')
9. La Lampe du Temple (Antante lagrimoso) ('성전의 등불')
10. Cantique d'amour ('사랑의 찬가')